# Lee Strobel
Lee Patrick Strobel (* 25. ledna 1952 Arlington Heights, Illinois) je bývalý americký redaktor Chicago Tribune a křesťanský apologeta (obhájce víry). Známým se stal jako autor tří bestsellerů o důkazech pro křesťanskou víru.

## Život
Vystudoval žurnalistiku na University of Missouri. Získal doktorát na Yaleově univerzitě a 14 let pracoval jako novinář pro Chicago Tribune, kde připravoval pravidelnou kriminalistickou rubriku. Za svou novinářskou práci získal řadu ocenění. Byl ateistou, ale v roce 1981 se, podobně jako dva roky před ním jeho žena, přiklonil ke křesťanství. Toto rozhodnutí udělal na základě pečlivého studia historických, vědeckých a filozofických důkazu, které později shrnul ve svých knihách. Byl kazatelem – učitelem v baptistickém sboru Saddleback Valley Community Church v Lake Forest v Kalifornii a od roku 2002 se plně věnuje psaní.

## Dílo
- Kauza Kristus, 1998 (Návrat domů, Praha 2002, ISBN 80-7255-059-4)
- Kauza víra, 2000 (Návrat domů, Praha 2004, ISBN 80-7255-088-8)
- Kauza Stvořitel, 2004 (Návrat domů, Praha 2006, ISBN 80-7255-152-3)
- Kauza Milost, 2024 (Návrat domů, Praha 2024, ISBN 978-80-7255-469-0)